# Alessandro I di Bulgaria
Alessandro Giuseppe di Battenberg in bulgaro Александър Йозеф Батенберг, Aleksandăr Jozef Batenberg? (Verona, 5 aprile 1857 – Graz, 17 novembre 1893) fu, dal 29 aprile 1879 al 7 settembre 1886, principe sovrano di Bulgaria.

## Biografia

### I primi anni
Alessandro era il secondo figlio del principe Alessandro d'Assia, nato dal suo ultimo matrimonio morganatico con la contessa Julia von Hauke. La contessa ed i suoi discendenti guadagnarono il titolo di principi di Battenberg (derivato da un'antica residenza dei granduchi d'Assia) e il titolo di Durchlaucht ("Altezza Serenissima") nel 1858.
Il principe Alessandro era un nipote dello zar russo Alessandro II, che aveva sposato una sorella del principe Alessandro d'Assia, Maria; sua madre, era una figlia del conte Hans Moritz von Hauke, era stata dama di compagnia della zarina.

### Principe di Bulgaria
Nella sua infanzia e nella prima gioventù Alessandro andò frequentemente in visita a San Pietroburgo e accompagnò suo zio, lo zar, che era molto legato a lui, durante la campagna bulgara del 1877.
Quando, con il trattato di Berlino (1878), la Bulgaria divenne un principato autonomo sotto la sovranità dell'impero ottomano, lo zar raccomandò suo nipote ai bulgari come candidato per il trono, e l'Assemblea Nazionale elesse il principe Alessandro come Principe di Bulgaria il 29 aprile 1879. In quel periodo svolgeva il compito di guardia del corpo prussiana a Potsdam. Prima di andare in Bulgaria, il principe Alessandro fece visita allo zar a Livadia, alle corti delle grandi potenze ed al sultano; una nave da guerra russa quindi lo trasportò a Varna, e dopo aver prestato giuramento alla costituzione a Veliko Tărnovo (8 luglio 1879) si trasferì a Sofia. Ovunque la gente lo salutava con immenso entusiasmo.
Il nuovo principe in carica non aveva mai avuto esperienza di governo e gli si presentarono una serie di problemi. Si trovò infatti nel mezzo tra i diplomatici russi, che volevano che agisse come un re fantoccio, ed i politici bulgari, che si occupavano attivamente delle loro questioni con una violenza che minacciava la stabilità della Bulgaria.

Dopo aver tentato di governare per due anni in queste condizioni, il principe, con il consenso dello zar russo, assunse il potere assoluto il 9 maggio 1881. 
Un'assemblea speciale votò per la sospensione della costituzione democratica per un periodo di sette anni. L'esperimento, ad ogni modo, non ebbe successo; il colpo di stato monarchico fece infuriare i liberali bulgari ed i politici radicali, ed il potere reale passò a due generali russi, Leonid Sobolev ed Aleksandr Kaulbars, mandati appositamente da San Pietroburgo. Il principe, dopo aver inutilmente tentato di ottenere il richiamo in patria dei generali, rimise in vigore la costituzione con l'approvazione di tutti i partiti politici bulgari (18 settembre 1883). A ciò seguì una seria rottura con la Russia, ed il ruolo che il principe giocò in seguito non fece altro che aumentare questa rottura.
La rivoluzione di Plovdiv (18 settembre 1885), che portò all'unione della Rumelia orientale con il principato di Bulgaria in un unico Stato, ebbe luogo con il consenso di Alessandro ed egli stesso assunse il governo della provincia.
Nell'anno successivo il principe diede prova di una considerevole abilità militare e diplomatica. Riorganizzò l'esercito, privato degli ufficiali russi, per resistere all'invasione serba, e dopo una brillante vittoria a Slivnica (19 novembre) inseguì il re serbo Milan IV nel territorio serbo fino a Pirot, che conquistò il 27 novembre. Anche se l'Austria intervenne proteggendo la Serbia dalle conseguenze della sconfitta totale, il principe Alessandro riuscì nell'unione con la Rumelia orientale e, dopo lunghi negoziati, il sultano Abdul Hamid II nominò il principe di Bulgaria governatore generale di tale provincia per cinque anni (5 aprile 1886).

### La perdita del trono
Questa soluzione, ad ogni modo, costò ad Alessandro la maggior parte della sua popolarità in Bulgaria, mentre il discontento prevaleva tra buona parte dei suoi ufficiali, che si consideravano poco rispettati nella distribuzione degli onori alla fine della campagna. Prese forma un complotto militare e nella notte del 20 agosto 1886 i cospiratori presero il controllo del palazzo del principe a Sofia e lo costrinsero ad abdicare; quindi lo portarono velocemente verso il Danubio a Rahovo, da qui lo trasportarono sul suo yacht a Reni, e quindi lo consegnarono alle autorità russe, che lo condussero a Leopoli. Comunque fece presto ritorno in Bulgaria come risultato della controrivoluzione guidata da Stefan Stambolov, che rovesciò il governo provvisorio istituito dal partito russo a Sofia. La sua posizione era però diventata inattendibile, in parte a causa di un telegramma che indirizzò allo zar Alessandro III di Russia (1881-1894) al suo ritorno. L'atteggiamento di Bismarck, che, insieme ai governi russo e austriaco, gli impediva di punire i leader della cospirazione militare, minacciò ulteriormente la posizione di Alessandro. In seguito a ciò proclamò un editto con cui abdicava dal trono e lasciava la Bulgaria l'8 settembre 1886.

### Gli ultimi anni
Alessandro si ritirò quindi a vita privata. Pochi anni più tardi sposò Johanna Loisinger, un'attrice, e assunse il titolo di Conte Hartenau (6 febbraio 1889); da questo matrimonio nacquero un figlio Conte Asen Ludwig Alexander e una figlia. In precedenza Alessandro avrebbe voluto sposare la principessa Vittoria di Prussia, ma il matrimonio venne impedito dal nonno della ragazza, Guglielmo I di Germania, e dal cancelliere tedesco Otto von Bismarck, nonostante il parere favorevole dei genitori della ragazza; l'opposizione all'unione era determinata dal fatto che l'Imperatore temeva che un'unione del genere potesse irritare lo Zar di Russia.
Alessandro passò gli ultimi anni della sua vita a Graz, dove guidava la guarnigione locale dell'esercito austriaco e dove morì il 23 ottobre 1893. Le sue spoglie, portate a Sofia, furono omaggiate di un funerale di stato e vennero seppellite in un mausoleo eretto alla sua memoria.

## Ascendenza
|                             |                              |                                                | Genitori                                       |  |  | Nonni |  |  | Bisnonni        |  |  | Trisnonni                  |  |
|                             |                              |                                                |                                                |  |  |       |  |  | Luigi I d'Assia |  |  | Luigi IX d'Assia-Darmstadt |  |
|                             |                              |                                                |                                                |  |  |       |  |  | Luigi I d'Assia |  |  | Luigi IX d'Assia-Darmstadt |  |
|                             |                              | Carolina del Palatinato-Zweibrücken-Birkenfeld |                                                |  |  |       |  |  | Luigi I d'Assia |  |  |                            |  |
| Luigi II d'Assia            |                              |                                                |                                                |  |  |       |  |  | Luigi I d'Assia |  |  |                            |  |
|                             |                              | Luisa d'Assia-Darmstadt                        | Giorgio Guglielmo d'Assia-Darmstadt            |  |  |       |  |  |                 |  |  |                            |  |
|                             |                              | Luisa d'Assia-Darmstadt                        | Giorgio Guglielmo d'Assia-Darmstadt            |  |  |       |  |  |                 |  |  |                            |  |
|                             |                              | Luisa d'Assia-Darmstadt                        | Maria Luisa di Leiningen-Dagsburg-Falkenburg   |  |  |       |  |  |                 |  |  |                            |  |
| Alessandro d'Assia          |                              | Luisa d'Assia-Darmstadt                        |                                                |  |  |       |  |  |                 |  |  |                            |  |
|                             |                              | Carlo Luigi di Baden                           | Carlo Federico di Baden                        |  |  |       |  |  |                 |  |  |                            |  |
|                             |                              | Carlo Luigi di Baden                           | Carlo Federico di Baden                        |  |  |       |  |  |                 |  |  |                            |  |
|                             |                              | Carlo Luigi di Baden                           | Carolina Luisa d'Assia-Darmstadt               |  |  |       |  |  |                 |  |  |                            |  |
| Guglielmina di Baden        |                              | Carlo Luigi di Baden                           |                                                |  |  |       |  |  |                 |  |  |                            |  |
|                             |                              | Amalia d'Assia-Darmstadt                       | Luigi IX d'Assia-Darmstadt                     |  |  |       |  |  |                 |  |  |                            |  |
|                             |                              | Amalia d'Assia-Darmstadt                       | Luigi IX d'Assia-Darmstadt                     |  |  |       |  |  |                 |  |  |                            |  |
|                             |                              | Amalia d'Assia-Darmstadt                       | Carolina del Palatinato-Zweibrücken-Birkenfeld |  |  |       |  |  |                 |  |  |                            |  |
| Alessandro I di Bulgaria    |                              | Amalia d'Assia-Darmstadt                       |                                                |  |  |       |  |  |                 |  |  |                            |  |
|                             | Friedrich Carl Emanuel Hauke | Ignatz Marianus Hauck                          |                                                |  |  |       |  |  |                 |  |  |                            |  |
|                             | Friedrich Carl Emanuel Hauke | Ignatz Marianus Hauck                          |                                                |  |  |       |  |  |                 |  |  |                            |  |
|                             | Friedrich Carl Emanuel Hauke | Baronessa Franziska zu Eisenbach               |                                                |  |  |       |  |  |                 |  |  |                            |  |
| Conte Hans Moritz von Hauke | Friedrich Carl Emanuel Hauke |                                                |                                                |  |  |       |  |  |                 |  |  |                            |  |
|                             |                              | Maria Salomé Schweppenhäuser                   | Heinrich Schweppenhäuser                       |  |  |       |  |  |                 |  |  |                            |  |
|                             |                              | Maria Salomé Schweppenhäuser                   | Heinrich Schweppenhäuser                       |  |  |       |  |  |                 |  |  |                            |  |
|                             |                              | Maria Salomé Schweppenhäuser                   | Charlotte Westermann                           |  |  |       |  |  |                 |  |  |                            |  |
| Julia von Hauke             |                              | Maria Salomé Schweppenhäuser                   |                                                |  |  |       |  |  |                 |  |  |                            |  |
|                             |                              | Franz Leopold Lafontaine                       | Benno Leopold Lafontaine                       |  |  |       |  |  |                 |  |  |                            |  |
|                             |                              | Franz Leopold Lafontaine                       | Benno Leopold Lafontaine                       |  |  |       |  |  |                 |  |  |                            |  |
|                             |                              | Franz Leopold Lafontaine                       | Maria Katharina Leonhardt                      |  |  |       |  |  |                 |  |  |                            |  |
| Sophie Lafontaine           |                              | Franz Leopold Lafontaine                       |                                                |  |  |       |  |  |                 |  |  |                            |  |
|                             |                              | Maria Theresa Kornély                          | Markus Kornély                                 |  |  |       |  |  |                 |  |  |                            |  |
|                             |                              | Maria Theresa Kornély                          | Markus Kornély                                 |  |  |       |  |  |                 |  |  |                            |  |
|                             |                              | Maria Theresa Kornély                          | …                                              |  |  |       |  |  |                 |  |  |                            |  |
|                             |                              | Maria Theresa Kornély                          |                                                |  |  |       |  |  |                 |  |  |                            |  |